# Артноур Смаурасон
Артноур Смаурасон (на исландски Arnór Smárason) е исландски футболист, нападател. Роден е на 7 септември 1988 г. в Акранес. Започва професионалната си кариерата в холандския СК Хееренвеен, в който е играл четири години като юноша.